# Gaspard del Bufalo
Pour les articles homonymes, voir Gaspard et Bufalo.
Saint Gaspard del Bufalo (en italien Gaspare), né à Rome le 6 janvier 1786 et décédé le 28 décembre 1837, est un prêtre italien, prédicateur, fondateur des missionnaires du Précieux-Sang et inspirateur de la fondation des Sœurs adoratrices du Sang du Christ par sainte Maria De Mattias. Il refusa de prêter le serment de fidélité à Napoléon Ier. Canonisé en 1954, il est liturgiquement commémoré le 28 décembre.

## Biographie
Gaspard del Bufalo est né à Rome, le 6 janvier 1786. Il est le fils du cuisinier employé par la famille Altieri, dont le palais résidentiel était voisin de l'Église du Gesù.
Dans sa jeunesse il acquit de sa mère, Annunziata, une grande dévotion pour le saint missionnaire François Xavier, qu'il garda toute sa vie. Gaspard fit ses études au Collège romain, proche de la résidence familiale.
Gaspard del Bufalo fut ordonné prêtre en 1808. Refusant allégeance à Napoléon Ier, avec une importante partie du clergé, après la déportation du pape Pie VII, il fut envoyé en exil dans le nord de l'Italie. À son retour à Rome en 1814, en réponse à l'appel de Pie VII, il consacra sa vie à la mission évangélique et à la prédication, fondant une société de prêtres qui prit le nom de Missionnaires du Précieux-Sang.

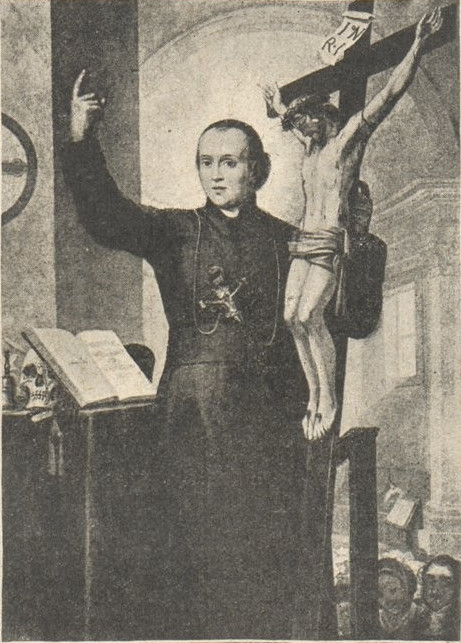
Saint Gaspard prêchant sur la Passion du Christ.

Jusqu'à sa mort, il fut un évangélisateur infatigable, dans tout le centre de l'Italie, particulièrement dans les États pontificaux. Il était réputé pour la profondeur de sa foi et son éloquence, sa dévotion pour les pauvres, et sa compassion pour les brigands.
Son contemporain, saint Vincent-Marie Strambi disait de ses homélies qu'elles étaient comme un tremblement de terre spirituel. Il était aussi ami de saint Vincent Pallotti qui l'accompagna au moment de sa mort.
Gaspard a eu une influence prépondérante sur sainte Maria De Mattias, fondatrice de la Congrégation des Sœurs adoratrices du Sang du Christ, destinée à l'éducation des jeunes filles, et sur le vénérable Jean Merlini qui lui succéda.
En 1837, malgré la maladie, il revint à Rome pour une dernière mission, et mourut le 28 décembre de cette même année.

## Vénération et canonisation

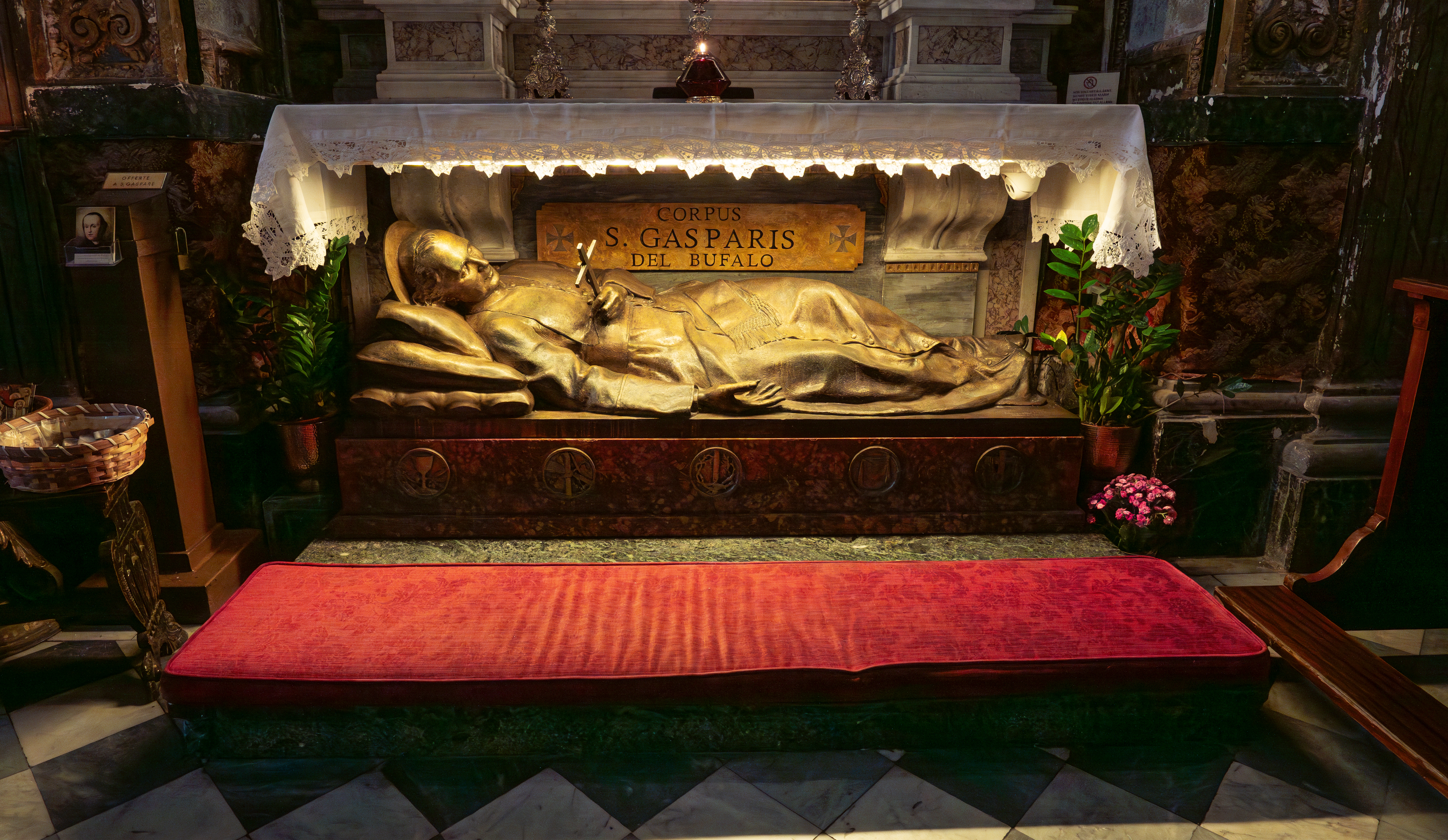
Châsse du Saint dans l'église Sainte-Marie de Trévi.

- Ses restes sont aujourd'hui conservés en l'église Sainte-Marie de Trévi, à Rome.

- Gaspard del Bufalo a été béatifié le 18 décembre 1904 à Rome, par Pie X à la suite de la reconnaissance d'un miracle (guérison obtenue par son intercession en 1861[3]) et canonisé le 12 juin 1954 par Pie XII. Liturgiquement, il est commémoré le 28 décembre.

- Saint Gaspard est le patron des marchands de soie.

## Sources
- Osservatore Romano
- Documentation Catholique: 1954 col.847-855

- (en) Cet article est partiellement ou en totalité issu de l’article de Wikipédia en anglais intitulé « Gaspar del Bufalo » (voir la liste des auteurs).
- (en)  Cet article contient des extraits traduits d'un article de la Catholic Encyclopedia dont le contenu se trouve dans le domaine public.